# Jürgen P. K. Grunau
Jürgen P. K. Grunau (* 1953 in Dithmarschen) ist ein deutscher Spieleautor.
Der in Ludwigsburg lebende Psychologe hat über 30 Spiele veröffentlicht, mehrere davon gemeinsam mit Wolfgang Kramer und Hans Raggan (KRAG-Team). 1999–2001 war Grunau Schatzmeister bei der Spieleautorenzunft. Das 2006 erschienene Spiel Just 4 Fun wurde für das Spiel des Jahres nominiert. Das gemeinsam mit Kramer und Raggan entwickelte Spiel Blox wurde für das Spiel des Jahres 2008 nominiert.

## Auszeichnungen
- Spiel des Jahres
  - Just 4 Fun: nominiert 2006
- Kinderspiel des Jahres
  - Giro Galoppo: nominiert 2006
- Spiel der Spiele
  - Just 4 Fun: Spiele Hit für Familien 2006
- Schweizer Spielepreis
  - Just 4 Fun: 1. Platz Strategiespiele 2006

### Mit Wolfgang Kramer und Hans Raggan (KRAG-Team)
- Spiel des Jahres
  - Blox: nominiert 2008
- Kinderspiel des Jahres
  - Robbys Rutschpartie: nominiert 2003
  - Macius – Achtung, fertig, los: nominiert 2004
- Schweizer Spielepreis
  - Macius – Achtung, fertig, los: 2. Platz Kinderspiele 2004